# Tragulus williamsoni
Espèce
Répartition géographique
Statut de conservation UICN

 DD  : Données insuffisantes
Tragulus williamsoni, communément appelé Chevrotain de Williamson ou Cerf-souris de Williamson, est une espèce de mammifères herbivores de la famille des Tragulidae, identifiée en 1916 en Thaïlande.

## Taxinomie
L'espèce Tragulus williamsoni est identifiée en 1916 par le zoologiste britannique Cecil Boden Kloss. Jusqu'en 2004, elle est associée Tragulus kanchil avant d'être reconnue comme une espèce à part entière sur la base de ses dimensions nettement supérieures, le rapprochant plus de Tragulus napu,. Seuls l'holotype découvert par Kloss en 1916 et deux crânes retrouvés en Chine sont actuellement connus.

## Répartition et habitat
L'espèce vivrait ou aurait vécu – l'UICN ne se prononçant pas sur son statut actuel, – dans les forêts tropicales montagneuses du Nord de la Thaïlande, du Laos et potentiellement en Chine du Sud (dans la région de Xishuangbanna au Yunnan),. 

## Description
Tragulus williamsoni est l'un des plus petits ongulés mais est considéré comme le plus grand au sein de son genre Tragulus.